# نور السماوات والأرض
نور السماوات والأرض أو النور هو من أسماء الله الحسنى التي ذكرت في القرآن وفي السنة النبوية.

## في القرآن الكريم
ورد في القررآن الكريم مرة واحدة في قوله تعالى: ﴿اللَّهُ نُورُ السَّمَاوَاتِ وَالْأَرْضِ مَثَلُ نُورِهِ كَمِشْكَاةٍ فِيهَا مِصْبَاحٌ الْمِصْبَاحُ فِي زُجَاجَةٍ الزُّجَاجَةُ كَأَنَّهَا كَوْكَبٌ دُرِّيٌّ يُوقَدُ مِنْ شَجَرَةٍ مُبَارَكَةٍ زَيْتُونَةٍ لَا شَرْقِيَّةٍ وَلَا غَرْبِيَّةٍ يَكَادُ زَيْتُهَا يُضِيءُ وَلَوْ لَمْ تَمْسَسْهُ نَارٌ نُورٌ عَلَى نُورٍ يَهْدِي اللَّهُ لِنُورِهِ مَنْ يَشَاءُ وَيَضْرِبُ اللَّهُ الْأَمْثَالَ لِلنَّاسِ وَاللَّهُ بِكُلِّ شَيْءٍ عَلِيمٌ ۝٣٥﴾ سورة النور،آية:35

## في السنة النبوية

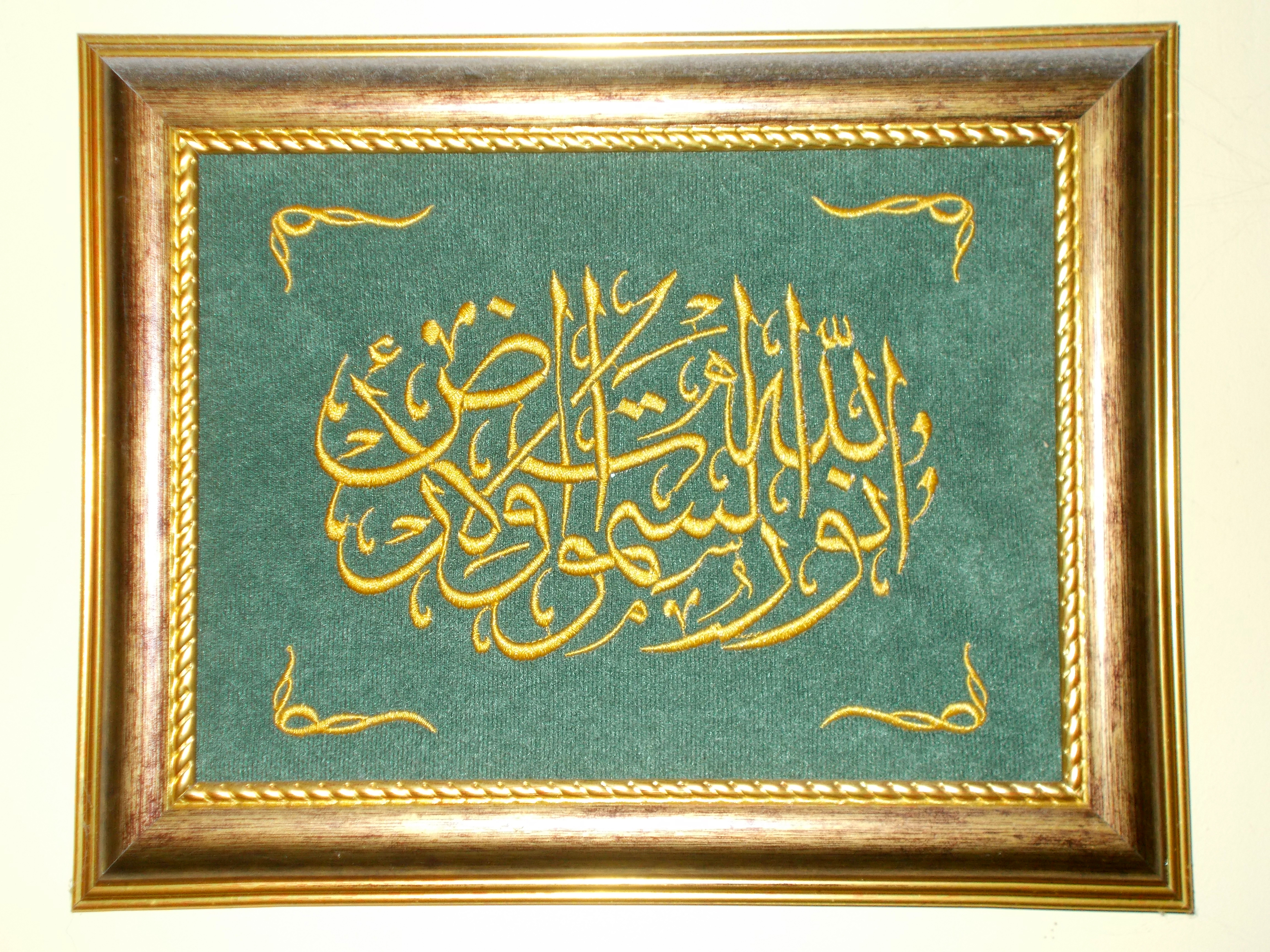

- قال النبي ﷺ: «اللَّهم لك الحمد، أنت نور السموات والأرض ومن فيهن» [1]
- قال ﷺ: «إن اللَّه لا ينام، ولا ينبغي له أن ينام، يخفض القسط ويرفَعُهُ، يُرفَعُ إليه عمل الليل قبل عمل النهار، وعمل النهار قبل عمل الليل، حجابُهُ النورُ لو كشفه لأحرقت سُبُحات وجهه ما انتهى إليه بصرُهُ من خلقه».[2]

## أقوال العلماء
قال العلاّمة عبد الرحمن بن ناصر السعدي: 
| ” | من أسمائه جلّ جلاله ومن أوصافه «النور» الذي هو وصفه العظيم، فإنه ذو الجلال والإكرام، وذو البهاء والسبحات الذي لو كشف الحجاب عن وجهه الكريم لأحرقت سبحاته ما انتهى إليه بصره من خلقه، وهو الذي استنارت به العوالم كلها، فبنور وجهه أشرقت الظلمات، واستنار به العرش والكرسي والسبع الطباق وجميع الأكوان. | “ |

## أنواع النور
والنور نوعان:
1. حسيٌّ كهذه العوالم التي لم يحصل لها نور إلا من نوره.
2. ونور معنوي يحصل في القلوب والأرواح بما جاء به محمد ﷺ من كتاب اللَّه وسنة نبيّه. فعلم الكتاب والسُّنَّة والعمل بهما ينير القلوب والأسماع والأبصار، ويكون نوراً للعبد في الدنيا والآخرة: ﴿يَهْدِي اللَّهُ لِنُورِهِ مَن يَشَاءُ﴾ سورة النور،آية:35، لما ذكر أنه نور السموات والأرض، وسمّى اللَّه كتابه نوراً، ورسوله نوراً، ووحيه نوراً.

ثم إن ابن القيم حذّر من اغترار من اغترّ من أهل التصوف، الذين لم يُفَرِّقوا بين نور الصفات وبين أنوار الإيمان والمعارف؛ فإنّهم لمّا تألّهوا وتعبّدوا من غير فرقان وعلم كامل، ولاحت أنوار التعبد في قلوبهم؛ لأنّ العبادات لها أنوار في القلوب، فظنّوا هذا النور هو نور الذات المقدسة، فحصل منهم من الشطح والكلام القبيح ما هو أثر هذا الجهل والاغترار والضلال. وأما أهل العلم والإيمان والفرقان فإنهم يُفَرِّقون بين نور الذات والصفات، وبين النور المخلوق الحسي منه والمعنوي، فيعترفون أن نور أوصاف الباري ملازم لذاته لا يفارقها، ولا يحلّ بمخلوق، تعالى اللَّه عما يقول الظالمون علواً كبيراً. وأما النور المخلوق فهو الذي تتصف به المخلوقات بحسب الأسباب والمعاني القائمة بها.
والمؤمن إذا كَمُلَ إيمانه أنار اللَّه قلبه، فانكشفت له حقائق الأشياء، وحصل له فرقان يُفَرِّق به بين الحق والباطل، وصار هذا النور هو مادة حياة العبد وقوته على الخير علماً وعملاً، وانكشفت عنه الشبهات القادحة في العلم واليقين، والشهوات الناشئة عن الغفلة والظلمة، وكان قلبه نوراً، وكلامه نوراً، وعمله نوراً، والنور محيط به من جهاته. والكافر، أو المنافق، أو المعارض، أو المعرض الغافل كل هؤلاء يتخبّطون في الظلمات، كل له من الظلمة بحسب ما معه من موادها وأسبابها، واللَّه الموفق وحده.